# エリザーベト・レオンスカヤ
エリザヴェタ・イリーニシナ・レオンスカヤ（ロシア語: Елизавета Ильинична Леонская、英語: Elisabeth Ilinichna Leonskaja、1945年11月23日 - ）は、グルジアのトビリシ生まれの女流ピアニスト 。

## 経歴
幼少期から修学期
1945年、トビリシ在住のユダヤおよびポーランドにルーツのある家庭に生まれた。6歳半の時に両親から最初のピアノを買い与えられた。7歳の時に、トビリシに所在する60の音楽学校のうち1校の入学試験に合格。11歳の時、ベートーヴェンのピアノ協奏曲第3番でオーケストラと共演、13歳の時にはソロ・リサイタルを行うなど、幼いころから才能を発揮した。14歳からは、ロシアのピアノ教育の影響を受けた、キエフから来た新しいピアノ教師のもと、別の音楽学校で4年間の集中的な教育を受けた。
1964年から1971年までモスクワ音楽院にてヤコブ・ミルスタインに師事。この間、ブカレストにおいて開催されたジョルジュ・エネスク国際コンクール優勝（1964年）。翌1965年には、パリにおいて開催されたロン＝ティボー国際コンクール第3位、1968年にブリュッセルにおいて開催されたエリザベート王妃国際音楽コンクール第9位と、数々の重要なコンクールで入賞した。
ウィーン移住後
1978年11月29日、ウィーンでの演奏ツアー中にソビエト連邦に帰国しないことを発表し、移住。以降活動拠点を西側に置いた。翌年のザルツブルク音楽祭にデビューし、成功を収めたことで国際的名声を確立した。指導を受けた学生には、マルクス・ヒンターホイザーほかがいる。

## 録音ならびに演奏活動
レオンスカヤの演奏を録音したものでは、モーツァルトのピアノソナタ第16番 ハ長調 K.545およびピアノソナタ第15番 ヘ長調K.533/494のエドヴァルド・グリーグによるトランスクリプションを、スヴャトスラフ・リヒテルとともに演奏したものが有名である。レオンスカヤはリヒテルと固い友情を結び、よく共演を行った。レオンスカヤのレコードレーベルは長年TeldecであったがMDGへ移り、現在はワーナーである。また、マスタークラスでの指導も多数行っている。
近年では、シューベルトの作品の演奏にも力を入れており、2018年には日本でピアノ・ソナタの連続演奏会を開催している。

## 受賞・栄典
受賞
- 1964年：ジョルジュ・エネスク国際コンクール 優勝
- 1965年：ロン＝ティボー国際コンクール 第3位
- 1968年：エリザベート王妃国際音楽コンクール 第9位
- ブラームス作品の録音により聖チェチーリア賞
- リスト作品の録音によりディアパゾン・ドール賞

栄典
- 1999年：ドイチュランツベルク名誉市民
- 2006年：第一等学術・文化名誉十字勲章受章[10]
- 2009年：ルーマニア文化功労勲章

## 家族・親族
- 夫：オレグ・カガンはヴァイオリニスト。1968年に結婚した。